# Башкатов, Дмитрий Викторович
Дми́трий Ви́кторович Башка́тов (род. 5 февраля 1984, Чунский) — российский боксёр, представитель второй средней весовой категории. Выступал за сборную России по боксу в середине 2000-х годов, серебряный и бронзовый призёр российских национальных первенств, чемпион Европы среди юниоров, победитель и призёр ряда крупных международных турниров. На соревнованиях представлял город Иркутск и физкультурно-спортивное общество «Динамо», мастер спорта России международного класса.

## Биография
Дмитрий Башкатов родился 5 февраля 1984 года в посёлке Чунский Иркутской области. Активно заниматься боксом начал в возрасте десяти лет, проходил подготовку в спортивном клубе «Чемпион» под руководством тренеров Шамиля Мустафаевича Мустафаева и Минизаита Гусмановича Зайнулина.
В 1997 году вошёл в состав российской национальной сборной и начал принимать участие в различных турнирах международного значения. Первого серьёзного успеха добился в 2000 году, когда одержал победу на чемпионате Европы среди юниоров в Афинах. В 2002 году стал чемпионом России среди юниоров, выиграл международный юниорский турнир в Волгограде, выступил на юниорском чемпионате мира на Кубе, но попасть здесь в число призёров не смог, дошёл лишь до стадии четвертьфиналов. В 2004 году был лучшим на зимнем национальном первенстве «Олимпийские надежды» и успешно выступил в матчевой встрече со сборной Швеции, победив Кеннеди Катенде.
На чемпионате России 2005 года в Магнитогорске Башкатов завоевал бронзовую медаль в зачёте второго среднего веса, уступив в полуфинале Сергею Ковалёву. Стал победителем международного турнира «Золотые перчатки» в Сербии и Черногории.
В 2006 году на чемпионате страны в Ханты-Мансийске дошёл до финала и в решающем поединке потерпел поражение от Матвея Коробова. Также в этом сезоне отметился победой на Кубке Арены в Хорватии.
Последний раз показал сколько-нибудь значимый результат на всероссийском уровне в сезоне 2007 года, когда на чемпионате России в Якутске вновь стал бронзовым призёром во второй средней весовой категории — на этот раз в полуфинале его остановил Дмитрий Чудинов.
За свою долгую спортивную карьеру Дмитрий Башкатов в общей сложности двенадцать раз побеждал на первенстве Иркутской области и восемь раз выигрывал первенство Сибирского федерального округа. За выдающиеся спортивные достижения удостоен почётного звания «Мастер спорта России международного класса».
После завершения спортивной карьеры занимал должность специалиста по физической культуре и спорту мэрии Чунского района. Есть двое детей. Имеет высшее образование, окончил Иркутский государственный университет.
В 2013 году был признан виновным в уголовном преступлении по части 1 статьи 318 УК РФ (применение насилия в отношении сотрудника полиции) и приговорён к шести годам лишения свободы условно.